# Solange Pereira
Solange Andreia Pereira da Ponte (* 16. Dezember 1989 in Valença) ist eine portugiesisch-spanische Leichtathletin, die sich auf den Mittelstreckenlauf spezialisiert hat.

## Sportliche Laufbahn
Erste internationale Erfahrungen sammelte Solange Pereira im Jahr 2009, als sie für Portugal im 1500-Meter-Lauf bei den U23-Europameisterschaften in Kaunas startete und dort mit 4:25,72 min in der ersten Runde ausschied. Anschließend gelangte sie bei den Crosslauf-Europameisterschaften in Dublin nach 23:09 min auf Rang 42 im U23-Rennen. Im Jahr darauf wurde sie bei den Crosslauf-Europameisterschaften 2010 in Albufeira nach 21:37 min 30. im U23-Rennen. Seit 2011 tritt sie international für Spanien an und schied im Juli desselben Jahres mit bei den U23-Europameisterschaften in Ostrava mit 4:19,72 min erneut im Vorlauf über 1500 Meter aus. Im Dezember gelangte sie bei den Crosslauf-Europameisterschaften in Velenje nach 21:04 min auf Rang 25 im U23-Rennen. 2013 nahm sie an der Sommer-Universiade in Kasan teil und kam dort mit 4:26,56 min nicht über die Vorrunde über 1500 Meter hinaus. Im Jahr darauf belegte sie bei den Ibero-Amerikanischen Meisterschaften in São Paulo in 4:21,26 min den fünften Platz und 2016 gelangte sie bei den Europameisterschaften in Amsterdam mit 4:34,88 min auf Rang acht. 2017 schied sie bei den Halleneuropameisterschaften in Belgrad mit 4:15,09 min im Vorlauf über 1500 Meter aus und kurz darauf wurde sie bei den Crosslauf-Weltmeisterschaften in Kampala mit 24:29 min Siebte in der Mixed-Staffel. Im August startete sie über 1500 Meter bei den Weltmeisterschaften in London und schied dort mit 4:06,63 min in der ersten Runde aus. Im Dezember gewann sie bei den Crosslauf-Europameisterschaften in Šamorín in 18:26 min gemeinsam mit Víctor Ruiz, Esther Guerrero und Jesús Gómez die Bronzemedaille in der Mixed-Staffel hinter den Teams aus dem Vereinigten Königreich und Tschechien. 2018 belegte sie bei den Mittelmeerspielen in Tarragona in 4:15,97 min den vierten Platz über 1500 Meter und anschließend schied sie bei den Europameisterschaften in Berlin mit 4:10,63 min im Vorlauf aus. Kurz darauf siegte sie in 4:18,31 min bei den Ibero-Amerikanischen Meisterschaften in Trujillo und sicherte sich mit der spanischen 4-mal-400-Meter-Staffel in 3:38,32 min die Bronzemedaille hinter den Teams aus Portugal und Argentinien. Im Dezember gewann sie dann bei den Crosslauf-Europameisterschaften in Tilburg in 16:10 min gemeinsam mit Saúl Ordóñez, Esther Guerrero und Víctor Ruiz die Goldmedaille in der Mixed-Staffel.
2019 schied sie bei den Halleneuropameisterschaften in Glasgow mit 4:24,57 min in der Vorrunde über 1500 Meter aus und im Dezember gewann sie bei den Crosslauf-Europameisterschaften in Lissabon in 18:11 min gemeinsam mit Sergio Jiménez, Esther Guerrero und Pablo Sánchez die Bronzemedaille in der Mixed-Staffel hinter den Teams aus  dem Vereinigten Königreich und Frankreich. Spanien rückte erst nachträglich auf den Bronzerang vor, nachdem der ursprünglich zweitplatzierten Mannschaft aus Belarus die Silbermedaille wegen eines Dopingverstoßes aberkannt worden war. 2022 siegte sie bei den Ibero-Amerikanischen Meisterschaften in La Nucia in 4:15,87 min über 1500 Meter und im Dezember gewann sie bei den Crosslauf-Europameisterschaften in Turin in 17:24 min gemeinsam mit Jesús Gómez, Adrián Ben und Rosalía Tárraga die Silbermedaille hinter dem italienischen Team.
In den Jahren 2015 und 2017 wurde Pereira spanische Meisterin im 1500-Meter-Lauf im Freien sowie von 2015 bis 2017 auch in der Halle. Zudem wurde sie 2022 Hallenmeisterin im 3000-Meter-Lauf.

## Persönliche Bestleistungen
- 1500 Meter: 4:06,39 min, 16. Juli 2017 in Rabat
  - 1500 Meter (Halle): 4:10,39 min, 18. Januar 2019 in Valencia
- Meile: 4:32,86 min, 2. September 2018 in Padua
- 3000 Meter: 9:09,76 min, 9. August 2019 in Bydgoszcz
  - 3000 Meter (Halle): 8:55,95 min, 2. Februar 2022 in Valencia